# ユリノミクス
ユリノミクスは、小池百合子が掲げる経済政策である。
「有機体の尿の成分の総体を識別すること」という意味のurinomicsとは同音異義。

## 概要
希望の党の代表である小池百合子が、安倍政権のアベノミクスに加える経済政策として提唱したもので、「12のゼロを目指したいと考えています」として、以下の政策を掲げた。
1. 原発ゼロ
2. 隠ぺいゼロ
3. 企業団体献金ゼロ
4. 待機児童ゼロ
5. 受動喫煙ゼロ
6. 満員電車ゼロ
7. ペット殺処分ゼロ
8. フードロスゼロ
9. ブラック企業ゼロ
10. 花粉症ゼロ
11. 移動困難者ゼロ
12. 電柱ゼロ